# Cantonista

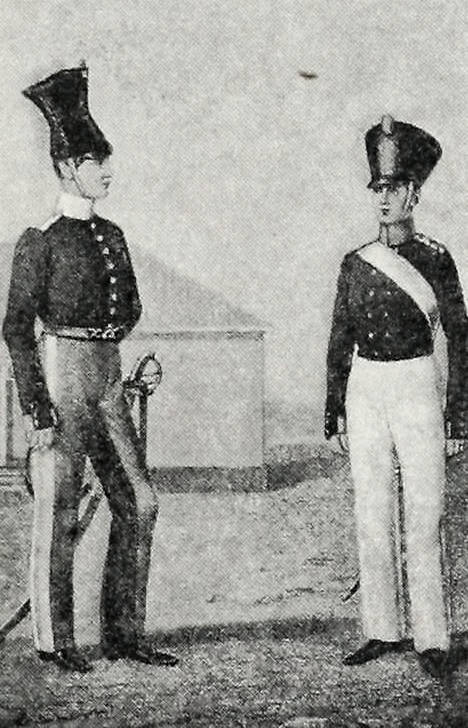
Cantonista.

Los cantonistas (ruso : кантонисты; kantonisty) son los hijos de conscriptos del ejército ruso, alistados por un período de veinticinco años y educados en "escuelas cantonales" (en ruso: кантонистские школы; kantonistskie skoly ) en preparación para su servicio militar.
A partir de 1827, un decreto obliga a las minorías étnicas a matricular allí a sus hijos, a la edad de doce años. El decreto se aplica con especial celo a los judíos y caraítas. Separados de sus familias y del judaísmo, están bajo una intensa presión para convertirse al cristianismo ortodoxo.
El artículo 219 del tomo XV del Código Penal del Imperio estipulaba que los menores ortodoxos cuyos padres o tutores les autorizaran a realizar ceremonias religiosas judías o heréticas debían ser enviados, para los que fuesen aptos, a batallones cantonistas; por ejemplo, un ukaze del 8 de junio de 1826 incorporó a los subbotniks (sabatistas, cristianos que observan el Shabat) menores en estos cuerpos.

## Histórico
El término "cantonista" se aplicó originalmente a los hijos de los soldados de carrera rusos, educados entre 1805 y 1827 en "escuelas cantonistas" para su futuro servicio militar. Sin embargo, a partir del 7 de septembre de 1827, un estatuto obligaba a los niños varones judíos a realizar el servicio militar a partir de los doce años y a ser colocados en escuelas cantonales de provincias lejanas para su formación militar. “Cantonista” ya no los designa.
Los hijos de los soldados judíos eran, en ese momento, considerados propiedad del gobierno. Durante el reinado de Nicolás I el gobierno fue particularmente celoso en aplicarles este estatus porque era más fácil convertirlos al cristianismo ortodoxo que a sus mayores, cuyos principios religiosos estaban mejor establecidos. El mejor método era sacarlos de su lugar de nacimiento (los de Kiev se enviaron a Perm, los de Brest a Nijni-Novgorod, etc.) y someterlos a una intensa propaganda misionera por parte de los oficiales del ejército. Testigos presenciales también denunciaron los malos tratos a los que los cantonistas fueron víctimas.
Como se trataba de una medida estatal antisemita, las denuncias quedaban sin efecto. Sin embargo, los métodos utilizados para obligar a los judíos a convertirse fueron criticados en toda Europa. Presionado por la opinión pública, Alejandro II abolió el sistema cantonista en 1857.

## Estadísticas
Reclutas judíos, 1843 a 1854: 29 115.
| Año  | Número de reclutas |
| ---- | ------------------ |
| 1843 | 1490               |
| 1844 | 1428               |
| 1845 | 1476               |
| 1846 | 1332               |
| 1847 | 1597               |
| 1848 | 2265               |
| 1849 | 2612               |
| 1850 | 2445               |
| 1851 | 3674               |
| 1852 | 3351               |
| 1853 | 3904               |
| 1854 | 3611               |